# Crónicas reales (cuentos)
Crónicas reales es un conjunto de cuentos del escritor argentino Manuel Mujica Láinez. Fue publicada en 1967 por Editorial Sudamericana. Junto a De milagros y de melancolías forma parte de los libros en los que Mujica Láinez abandona la rigurosa documentación histórico de obras anteriores y escribe en un tono irónico y burlón sobre la época colonial. La narración de los relatos está hecha a la manera de las Crónicas de Indias, pero en un tono satírico.

## Contenido
Crónicas reales es una obra escrita con ingenio e imaginación, empleando un lenguaje irónico y satírico. Los relatos están ubicados en la época colonial y protagonizados por personajes bien definidos: El enamoradísimo, El rey acróbata, El rey artificial, El rey picapedrero, El vagamundo, La gran favorita, La jurisdicción de los fantasmas, La princesa de los camafeos, La reina olvidada, Los navegantes, Monsignore, San Eximio.